# Grădină zoologică umană

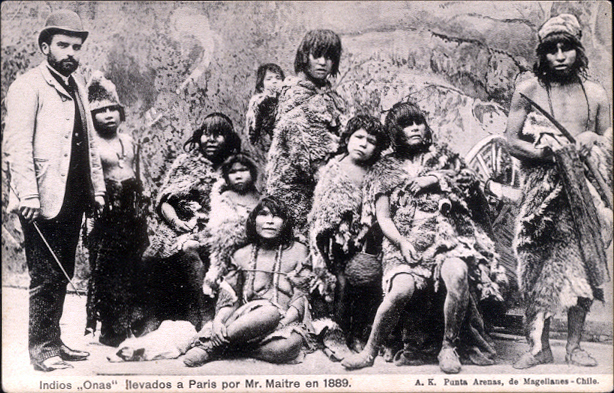
Nativi din Țara de Foc (Patagonia argentiniană) aduși la Paris de către Maître în 1889.

Grădinile zoologice umane (sau expozițiile etnologice) au constituit o expresie a atitudinii rasiste a imperiilor coloniale care, în cadrul expozițiilor colonianle, prezentau publicului lumii occidentale eșantioane din lumea așa-zis primitivă a popoarelor colonizate (în special din Africa).
Astfel, familii întregi erau ținute captive într-un fel de rezervații care reproduceau condițiile din țările de origine.
Un astfel de proiect a devenit controversat, provocând indignarea cercurilor anti-rasiste.
Tradiția acestor grădini zoologice umane în Belgia a început în 1897, când Leopold al II-lea ordona instalarea a 260 de congolezi în Muzeul Regal al Africii Centrale din Tervueren, unde se amenajase pavilionul colonial din cadrul Expoziției Universale.
Se estimează că peste un miliard și jumătate de oameni din întreaga lume au vizitat asemenea expoziții în perioada 1870 – 1930, potrivit istoricului francez Pascal Blanchard.